# نرجس وفم الذهب
نرجس وفم الذهب (بالألمانية: Narziß und Goldmund) رواية من تأليف الألماني هرمان هيسه، حصل على جائزة نوبل في الأدب عام 1946. تعد الرواية الحادية عشر من تأليفه، نُشرت للمرة الأولى في عام 1930. ترجمها أسامة منزلجي إلى اللغة العربية سنة 1996 عن دار حوران للطباعة والنشر والتوزيع. انتقل فيها الكاتب إلى معالجة ازدواجية الشخصية الإنسانية والصراع الناشب بين الروح والجسد، في شخصية زاهد عقلاني مثقف، وشخصية فنان يسعى وراء خلاصه الخاص.

## تلخيص
تدور الرواية حول شاب يدعى جولدمند ( بالألمانية وتعني فم الذهب) يسافر في رحلة مجهولة المصير حول ألمانيا بعد أن ترك مدرسته الكاثوليكية وبدأ رحلته في البحث عن معنى حياته، وفي رحلته هذه يلتقي بنرجس وهو مدرس شاب فيصبحان صديقين.
أثناء مهمة لجمع الأعشاب يضل جغولدموند طريقه في الحقول، فيلتقي بامرأة غجرية جميلة، تقبله وتدعوه لممارسة الحب. تشكل هذه المواجهة لحظة تنوير له؛ ليفهم أنه لم يكن يوما ليصبح راهبا، فيغادر الدير ويشرع في حياة التجوال. ويخوض العديد من العلاقات الغرامية.
بعد رؤية مادونا منحوتة جميلة بشكل خاص في الكنيسة، يشعر بمواهبه الفنية تنبض بالحياة ويسعى للدراسة مع النحات الماهر.
وإثر علاقة مع زوجة حاكم المدينة حكم عليه بالإعدام فسجن، لينقذه صديقه نرجس، الذي أصبح رئيسًا للدير، فيجتمعان مرة أخرى.
يفكر الاثنان في المسارات المختلفة التي اتخذتها حياتهما، ويعقدان مقارنة بين الفنان والمفكر.

## المواضيع
- التناقض والتكامل بين طبيعة الإنسان الحيوانية وطبيعتة الروحية. فالإنسان يبحث ويحب الحرية والمتعة وهنا تتجلى طبيعته الحيوانية. ومع ذلك، لن يجد الرضا الكامل إلا في الروحانية (عمل العقل) التي ستسمح له بتجاوز العالم المادي وإبداع شيء يبقى بعده (عمل فني، معرفة علمية).
- التناقض بين العلم والفن وأهمية معرفة الذات.
- البحث عن الأم والبحث عن الاندماج مع الأم. إذ يصبح غولدموند على دراية متزايدة بذكريات والدته، مما يؤدي في النهاية إلى رغبته في العودة إليها.

## الخلفيات
تأثر هيسه في كتابة الرواية بفلسفة فريدريك نيتشه وبالتحديد تأثر بعمله «مولد مأساة».

## التأثير
- أغاني: صدرت سنة 1974 أغنية للفرقة الموسيقية كانساس بعنوان "رحلة من ماريابروون" التي تتبع عن كثب حبكة الرواية.[6]
- أفلام: صدر سنة 2020 فيلم مقتبس من الرواية، من إخراج المخرج النمساوي شتيفان روزوتسكي.

## وصلات خارجية
- نرجس وفم الذهب على موقع الموسوعة البريطانية (الإنجليزية)
- نرجس وفم الذهب، على موقع أمازون.
- نرجس وفم الذهب، على كتب جوجل.
- نرجس وفم الذهب، على الفهرس العالمي.
- نرجس وفم الذهب، على مكتبة جامعة هارفارد.
- نرجس وفم الذهب، على جود ريدز.